# War Requiem
Das War Requiem op. 66 ist eine Komposition von Benjamin Britten. Sie wurde am 30. Mai 1962 in der wiederaufgebauten Kathedrale von Coventry uraufgeführt, deren Vorgängerbau im Rahmen der deutschen Bombardierung der Stadt Coventry im Zweiten Weltkrieg bei der Luftschlacht um England weitgehend zerstört wurde.
„My subject is War, and the pity of War,
The Poetry is in the pity …
All a poet can do today is warn.“
„Mein Thema ist der Krieg und das Leid des Krieges.
Die Poesie liegt im Leid …
Alles, was ein Dichter heute tun kann, ist: warnen.“
Worte von Wilfred Owen; von Benjamin Britten als Vorspruch vor die Partitur gesetzt.
Die Besetzung des Werks sieht Sopran-, Tenor- und Bariton-Solisten, einen Knabenchor, einen gemischten Chor, Kammerorchester und Sinfonieorchester vor. Für die Uraufführung waren die russische Sopranistin Galina Wischnewskaja, der englische Tenor Peter Pears und der deutsche Bariton Dietrich Fischer-Dieskau als Solisten vorgesehen. Mit der Wahl dieser Solisten beabsichtigte Britten auch, die Versöhnung zwischen den vorher im Krieg verfeindeten Völkern anzudeuten. Galina Wischnewskaja bekam von der sowjetischen Regierung keine Ausreiseerlaubnis, sodass sie kurzfristig durch die nordirische Sängerin Heather Harper ersetzt werden musste. Bei der ersten Schallplatteneinspielung, die im Januar 1963 unter der Leitung des Komponisten entstand, durfte Galina Wischnewskaja dann allerdings mitwirken.
Die oratoriumsartig angelegte Komposition verbindet den lateinischen Text der Missa pro Defunctis mit englischsprachigen Gedichten von Wilfred Owen (* 1893; gefallen 1918). Die Liturgie-Texte werden dabei vom Solo-Sopran, den Chören und dem Sinfonieorchester dargeboten. Die englischen Gedichttexte werden von den beiden männlichen Solisten gesungen, begleitet von einem 12-köpfigen Kammerorchester. In der Uraufführung dirigierte Meredith Davies das City of Birmingham Symphony Orchestra, der Komponist leitete das Melos Ensemble.
Trotz der groß angelegten Besetzung und der Aufführungsdauer von ca. 90 Minuten ist das War Requiem kein bombastisches Stück, sondern in weiten Teilen ein Werk der stillen Trauer und des Andenkens der Kriegstoten. Es wird als eines der Hauptwerke des Komponisten angesehen.
Die Widmung des War Requiem lautet:
In loving memory of – Zum Gedenken an
Roger Burney, Sub-Lieutenant, Royal Naval Volunteer Reserve
Piers Dunkerley, Captain, Royal Marines
David Gill, Ordinary Seaman, Royal Navy
Michael Halliday, Lieutenant, Royal New Zealand Naval Volunteer Reserve